# 3524 Schulz
3524 Schulz este un asteroid din centura principală, descoperit pe 2 martie 1981 de Schelte Bus.